# Torsión ovárica
La torsión ovárica es una patología del aparato genital femenino. Se produce como consecuencia de la rotación del pedículo vascular
del ovario, este evento implica la estrangulación de los vasos arteriales y/o venosos lo que provoca isquemia o necrosis del ovario. Los síntomas típicamente incluyen dolor pélvico en un lado. Si bien clásicamente el dolor es repentino, este no es siempre el caso. Otros síntomas pueden incluir náuseas. Las complicaciones pueden incluir infección, sangrado o infertilidad.
Los factores de riesgo incluyen quistes ováricos, agrandamiento del ovario, tumores ováricos, embarazo, tratamientos de fertilidad, y ligaduras de trompas previas. El diagnóstico puede ser respaldado por una ecografía realizada a través de la vagina o una tomografía computarizada, pero esto no descarta completamente el diagnóstico. La cirugía es el método de diagnóstico más preciso.
El tratamiento por cirugía es tanto para desdoblar y reparar el ovario como para removerlo. El ovario a menudo se recuperará, incluso si la condición ha estado presente durante algún tiempo. Aquellas mujeres que han presentado previamente una torsión ovárica tienen el 10% de posibilididad de que el otro ovario también sea afectado. La torsión ovárica es un proceso poco frecuente, afecta a 6 de cada 100,000 mujeres anualmente. Aunque es más común entre mujeres en edad reproductiva, puede ocurrir a cualquier edad.

## Epidemiología
La torsión ovárica representa aproximadamente el 3% de las emergencias ginecológicas y la mayoría (70% de los casos) son mujeres de 35 a 40 años de edad, con un mayor riesgo durante el embarazo y la menopausia. La incidencia de torsión ovárica entre mujeres de todas las edades es de 5.9 por cada 100,000 mujeres, mientras que entre las de edad reproductiva (15–45 años) es de 9.9 por cada 100,000 mujeres. Los factores de riesgo asociados al desarrollo de torsión ovárica son: 
- Embarazo
- Menopausia
- Longitud excesiva del ligamento ovárico
- Ovarios aumentados en volumen (ovarios de 6 cm)
- Tumores ováricos
- Incremento del tamaño del Cuerpo lúteo
- Adherencias pélvicas

## Fisiopatología
Los vasos arteriales y venosos que vascularizan el ovario comienzan en el contexto del mesosalpinx y el mesovario; por este motivo, la longitud excesiva de estos ligamentos representa una de las condiciones de riesgo más importantes para el desarrollo de la torsión ovárica. Asimismo, la presencia de una masa ovárica o de un cuerpo lúteo gravídico se asocia con el desarrollo de la torsión del eje vascular, actuando como tensores de los ligamentos en sí. Las torsiones ováricas rara vez son bilaterales (menos del 20% de los casos) y predominan en el lado derecho.  
El desarrollo de una masa ovárica está relacionado con el desarrollo de la torsión. En los años reproductivos, el crecimiento regular de los grandes quistes lúteos del cuerpo es un factor de riesgo para la rotación. El efecto de masa de los tumores ováricos también es una causa común de torsión. La torsión del ovario usualmente ocurre con la torsión de la trompa de Falopio y en su pedículo vascular compartido alrededor del ligamento ancho, aunque en casos raros el ovario gira alrededor del mesovario o la trompa de Falopio gira alrededor del mesosalpinx.

## Perfil clínico
Los síntomas iniciales son dolor abdominal generalizado o dolor unilateral que puede confundirse con apendicitis, diverticulitis, tiflitis, embarazo extrauterino, cólico ureteral, síndrome del intestino irritable, enfermedad inflamatoria pélvica o endometriosis en la fase álgica. Las pacientes a menudo presentan un inicio repentino de dolor abdominal agudo y generalmente unilateral, en el 70% de los casos acompañados de náuseas y vómitos. Característicamente, la torsión ovárica progresa hacia un dolor cada vez más localizado, intenso y terebral asociado con náuseas, vómitos, abdomen agudo localizado, alve cerrado y, en casos de necrosis ovárica, fiebre.

## Diagnóstico
La torsión ovárica es difícil de diagnosticar en forma precisa. Con frecuencia se recurre a la cirugía antes de tener un diagnóstico de certeza. Un estudio realizado en el departamento de obstetricia y ginecología encontró que el diagnóstico preoperatorio de la torsión de ovario fue confirmado solo en el 46% de las pacientes.
En un contexto anamnésico y un objetivo evocador de torsión ovárica, los procedimientos diagnósticos de primer nivel son: 
- Conteo sanguíneo + fórmula de leucocitos y proteína C reactiva, pruebas útiles para excluir o cuantificar un posible proceso infeccioso agudo o crónico
- Beta-hCG para diagnosticar un embarazo fisiológico y para excluir un embarazo ectópico
- Ecografía transvaginal[10][11][12][9]

### Ultrasonido
La ecografía ginecológica es la modalidad de imagen de elección. Se ha sugerido el uso de ultrasonido doppler en el diagnóstico. Sin embargo, el flujo Doppler no siempre está ausente en la torsión; el diagnóstico definitivo a menudo se realiza en el quirófano.
La falta de flujo sanguíneo ovárico en la ecografía Doppler parece ser un buen predictor de la torsión ovárica. Las mujeres con un flujo patológicamente bajo tienen más probabilidades de tener TO (77% frente a 29% en un estudio). La sensibilidad y especificidad del flujo ovárico anormal para TO son 44% y 92%, respectivamente, con un valor predictivo positivo y negativo de 78% y 71%, respectivamente. Las características de flujo específicas en la ecografía Doppler incluyen:
- Poco o ningún flujo venoso intraovárico. Esto se ve comúnmente en la torsión ovárica.
- Ausencia de flujo arterial. Este es un hallazgo menos común en la torsión ovárica.
- Flujo diastólico ausente o invertido

La vascularización normal no excluye la torsión intermitente. Ocasionalmente, puede haber un flujo Doppler normal debido al suministro de sangre dual del ovario tanto de las arterias ováricas como de las arterias uterinas.  
Otras características ecográficas incluyen:
- Ovario edematoso hipoecoico o hiperecogénico[12]
- Folículo ovárico desplazado
- Fluido (visible en el 80% de los casos) en la fondo de saco de Douglas.
- Posible lesión expansiva de ovario o trompas ( neoplasia o embarazo extrauterino )
- Útero desviado al ovario afectado.
- Visualización directa de la torsión del pedículo vascular (signo de remolino)

La sospecha diagnóstica se completa con la ejecución de una ecografía Doppler de los vasos ováricos, capaz de demostrar en la mayoría de los casos de torsión la ausencia de flujo venoso en la vena o en la arteria ovárica. Sin embargo, la presencia de flujos arteriovenosos ováricos no descarta la presencia de isquemia ovárica intermitente; en estos casos, ante una sospecha clínica justificada, el diagnóstico solo puede plantearse mediante laparoscopia.

## Tratamiento
La laparoscopia, además de proporcionar un diagnóstico certero, es el método de elección para el tratamiento de la torsión ovárica. Permite la restauración de la perfusión ovárica normal. Durante la laparoscopia se realiza la fijación quirúrgica del ovario afectado a la pared de la pelvis (ooforopexia). En casos severos, cuando el fluido sanguíneo hacia el ovario ha sido interrumpido durante un período prolongado, puede ocurrir necrosis del ovario. En estos casos el ovario debe ser removido quirúrgicamente.